# Nyong (Fluss)
Der Nyong, zu deutscher Kolonialzeit Njong, ist ein Fluss in Kamerun.

## Verlauf
Der Fluss hat seine Quellen, genauso wie der Boumba, in einem dichten Netz von Flüssen etwa 30 Kilometer östlich der Stadt Abong-Mbang in einem Sumpfgebiet im Regenwald. Er hat im Oberlauf nur sehr geringes Gefälle und ist daher schon kurz nach der Quelle bis zu den so genannten Tappenbeck-Schnellen für kleinere Schiffe befahrbar. Der Unterlauf weist wieder nur sehr geringes Gefälle auf. Er bildet die Grenze zwischen den beiden Regionen Sud und Littoral. Er ist im Mündungsgebiet durch eine Vielzahl von Kanälen mit den Einzugsgebieten des Lokundje und des Sanaga verbunden.

## Tappenbeck-Schnellen
Sie sind benannt nach dem Afrikaforscher Hans Tappenbeck. Die Stromschnellen entstehen, wenn der Nyong das Hochland von Südkamerun verlässt und dabei auf einer Strecke von etwa 100 Kilometern über 600 Höhenmeter überwindet (das entspricht im Mittel 6 ‰).

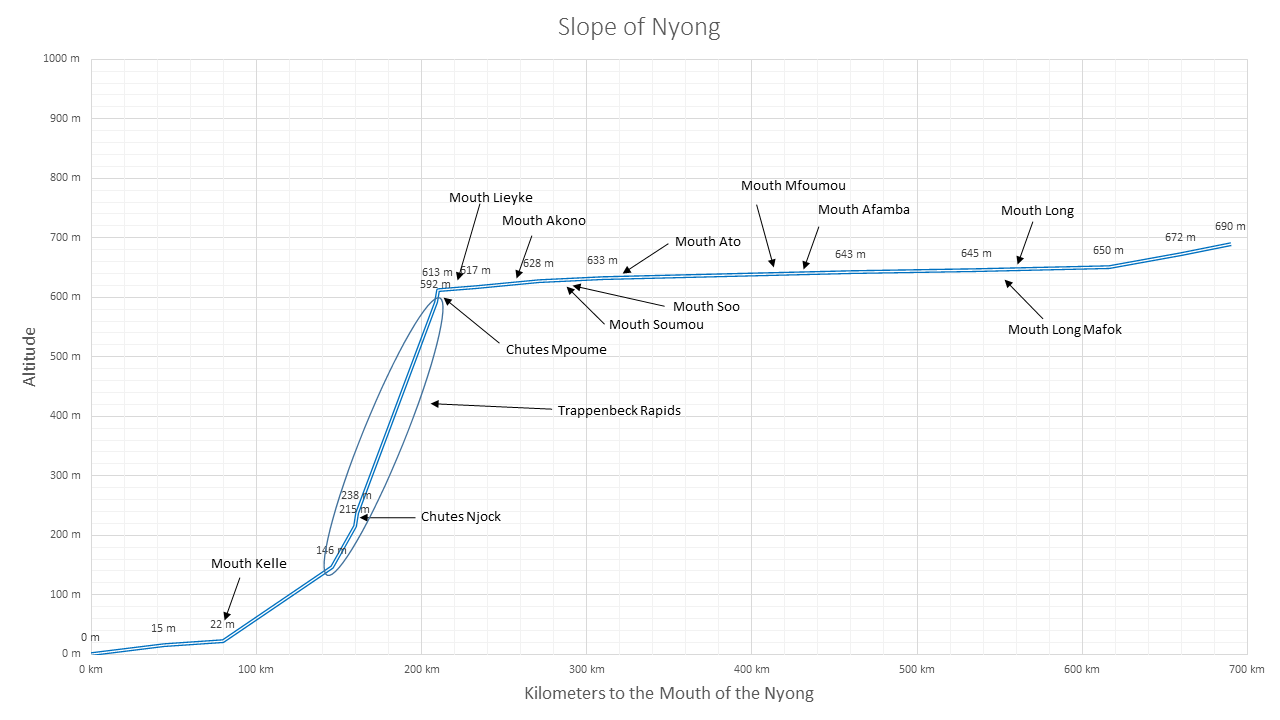
Grafische Darstellung des Sohlengefälles des Nyong

## Hydrometrie
Die Durchflussmenge des Flusses wurde in Déhané, etwa 45 km vor der Mündung, in m³/s gemessen.

## Flussgeschichte

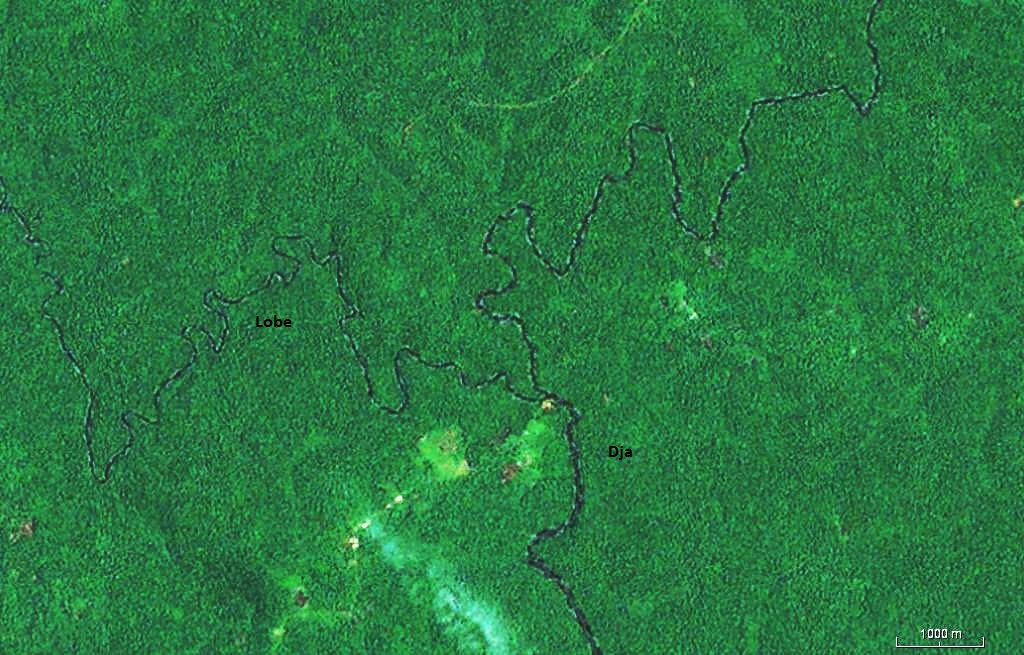
Die Mündung des Lobe (links) in den Dja

Es gibt die Theorie, dass der Dja einst nicht in den Kongo entwässerte. Der ursprüngliche Verlauf folgte demnach dem heutigen Nebenfluss Lobo und dessen Nebenfluss dem Mintele bis zum Ort Abangok, 8 km nordwestlich von Zoétélé, wo sich heute die Wasserscheide befindet. Von da ab über den Awout, einem Nebenfluss des Soo, bis zum Nyong. Dies hatte das Einzugsgebiet des Nyong um 10.000 km² vergrößert. Der plötzliche Richtungswechsel des Dja bei der Mündung des Lobo und das darauf folgende Gefälle sind Indizien, die dafür sprechen. Inzwischen wurde kurz nach der Mündung eine Stauanlage errichtet.